# Сулев Кеедус
Сулев Кеедус (ест.:Sulev Keedus; 21 липня 1957, Таллінн) — естонський кінорежисер-документаліст та сценарист.

## Біографія
Закінчив Вищі курси сценаристів і режисерів у Москві, з 1977 працював на студії Еестітелефільм (Eesti Telefilm). Визначився як режисер-документаліст, автор кількох десятків відомих кінотворів. 1989 також закінчив Талліннський університет. Бере активну участь у кінофестивалях, зокрема у талліннському Міжнародному кінофестивалі класу «А» «Чорні ночі».

## Фільмографія
- 1981 «Metsade taga»
- 1982 «Luigeluum»
- 1983 «Võrokese»
- 1985 «Fueteed Suures Teatris»
- 1987 «Oktoober Kaunispe sadamas»
- 1987 «Rahutaevas»
- 1990 «Ainus pühapäev»
- 1991 «Vaarao lapsed»
- 1993 «In Paradisum»
- 2003 «A ja O» (12-серійний навчальний фільм)
- 2003 «Somnambuul»
- 2004 «Perekond»
- 2005 «Tormise regi» (документальний фільм про композитора Вейо Торміса)
- 2007 «Jonathan Austraaliast»
- 2011 «Kirjad Inglile»
- 2012 «Varesesaare venelased»
- 2017 «Mehetapja / Süütu / Vari»